# Bas-en-Basset
Bas-en-Basset település Franciaországban, Haute-Loire megyében. Lakosainak száma 4631 fő (2022. január 1.). Bas-en-Basset Rozier-Côtes-d’Aurec, Saint-Hilaire-Cusson-la-Valmitte, Beauzac, La Chapelle-d’Aurec, Malvalette, Monistrol-sur-Loire, Tiranges és Valprivas községekkel határos.

## Népesség
A település népességének változása:
| Lakosok száma | 2280 | 2521 | 2955 | 3875 | 4310 | 4333 | 4348 | 4377 | 4461 | 4631 |
|               | 1968 | 1982 | 1990 | 2006 | 2013 | 2015 | 2017 | 2019 | 2020 | 2022 |